# Jakub Surovec
Jakub Surovec (1715 Tisovec, část Hámor – 10. listopadu 1740, Brezno, šibeniční vrch Viselnice) byl vůdce zbojnické družiny, působící v Gemeru, Horním Pohroní, Liptově a Oravě.
Jeho otec Ondrej Surovec byl bača na Tisovské salaši.

## Životopis
Od dětství to byl pastýř, pak valach na salaších v okolí Tisovce, Muráně a Horním Pohroní. Pro krádež ovcí byl vězněn v Rimavské Sobotě a banskobystrickou komorou odsouzen k 200 ranám holí. Na jaře 1739 vstoupil do zbojnické družiny a v roce 1740 zorganizoval vlastní zbojnickou družinu. Působila zejména v Horní Pohroní, v Polsku, později na Oravě, pak přes Liptov a Horní Pohroní v Novohradské a Zvolenské župě. Město Brezno a Zvolenská župa podnikly přípravy na její likvidaci. 16. září 1740 jej po boji, ve kterém byl zraněn, lapili v Lopušného krčmě na území dnešní obce Pohronská Polhora. Po výslechu a mučení byl odsouzen k smrti lámáním na kole na šibeničním vrchu Viselnice nad Breznem. Starší tradice i odborné spisy ho nesprávně pokládaly za jednoho z příslušníků Jánošíkovy družiny, avšak Surovec se narodil až 2 roky po popravě Juraje Jánošíka. V lidové tradici byl pokládán za jednoho z nejvýznamnějších lidových lupičských hrdinů na Slovensku i v Polsku. Jeho působení se jako idealizovaný příklad odporu proti feudalismu zachovalo v lidové slovesnosti, hudbě i ve výtvarném projevu.